# Ezerjó
Ezerjó (deutsch: Tausendgut) ist eine autochthone ungarische Weißweinsorte. Sie wurde im 19. Jahrhundert in weiten Teilen des Karpatenbeckens angebaut, ist heute aber nur noch in wenigen Regionen Ungarns zu finden. Das bekannteste Anbaugebiet ist die Weinbauregion Mór, aus der der Móri Ezerjó stammt.
Die großen, dickhäutigen Beeren der Ezerjó bilden große Trauben und nehmen bei voller Reife eine rötliche Farbe an. Die Rebsorte reift früh und ist für ihren hohen Ertrag bekannt, ist aber auch frostempfindlich und anfällig gegenüber Botrytis. Die Weine sind im Allgemeinen blassgrünlich und weisen einen recht hohen Alkoholgehalt sowie einen hohen Säureanteil auf. Sie schmecken frisch, werden mit Ausnahme des Móri Ezerjó von Weinkritikern aber auch als "nichtssagend" bezeichnet. In Mór begünstigen quarzreiche Kalksteinböden den Ezerjó, der von Hugh Johnson zu den besten trockenen Weißweinen des Landes gezählt wird. Neben trockenen Weißen können aus der Ezerjó in guten Jahrgängen und Lagen mithilfe der Edelfäule auch Süßweine gewonnen werden.

## Herkunft
Ezerjó stammt ursprünglich aus Nordungarn, wird aber bereits seit dem Mittelalter in der Gegend um Mór angebaut. Im 19. und in der ersten Hälfte des 20. Jahrhunderts war sie eine der am weitesten verbreiteten Rebsorten in Ungarn. Im Jahr 1970 betrug die Rebfläche 14.000 Hektar, seitdem ist sie stark rückläufig und betrug 2008 noch 1655 Hektar.

## Synonyme
Zu den am häufigsten Synonymen für Ezerjó zählen Budai fehér („Budaer Weißer“), Kolmreifler, Korponai, Tausendgut(e), Trummertraube und Zátoki. In Siebenbürgen ist sie als Fehér Bakator bekannt.